# Rio Jatobá
Rio Jatobá är ett vattendrag i Brasilien.   Det ligger i delstaten Mato Grosso, i den centrala delen av landet, 800 km nordväst om huvudstaden Brasília.
I omgivningarna runt Rio Jatobá växer i huvudsak städsegrön lövskog. Trakten runt Rio Jatobá är nära nog obefolkad, med mindre än två invånare per kvadratkilometer.